# 酸化還元反応

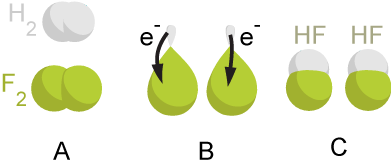
酸化還元反応の例。水素は酸化され、フッ素は還元されている。

酸化還元反応（さんかかんげんはんのう）とは、酸化剤と還元剤が反応して、電子の授受を行う化学反応のことである。英語表記の Reduction / Oxidation から、レドックス (Redox) というかばん語も一般的に使われている。
酸化還元反応ではある物質の酸化プロセスと別の物質の還元プロセスが必ず並行して進行する。言い換えれば、一組の酸化される物質と還元される物質があってはじめて酸化還元反応が完結する。酸化還元反応の化学反応式は、還元剤が電子を放出する酸化反応と、酸化剤が電子を受け取る還元反応の2本に分割して記述することができる。このように分割して記述した化学反応式のことを半反応式、半電池反応式、あるいは半電池式と呼ぶ。半反応式は、必ず電子 {\displaystyle {\ce {e^{-}}}} の項を含む。
化学における主要な化学反応には、他に『中和反応』などがあるが、酸化還元反応と中和反応はまったくの別物なので、注意されたい。酸化還元反応は、中和反応とは異なり、反応物の構成元素のうち、酸化数が変化するものが必ず存在する。また、『酸性かつ酸化剤の水溶液』『酸性かつ還元剤の水溶液』『アルカリ性かつ酸化剤の水溶液』『アルカリ性かつ還元剤の水溶液』は、いずれも実際に存在する。（具体例は、順に硝酸、硫化水素、次亜塩素酸ナトリウム、硫化ナトリウムなど）

## 酸素が関与する酸化還元反応
狭義には酸化あるいは還元とは金属と酸素との化学反応を示す呼称であった。
例えば、金属の銅は空気中の酸素分子と徐々に反応し、表面は褐色の酸化銅(II) (CuO) に変化する。酸化銅(II)は高温で炭素と反応させると酸素が奪われて元の銅に変化する。前者を酸化といい、後者を還元と呼ぶ。このとき、銅を中心に反応を見ると、銅を酸化する酸素は酸化剤である。また、酸化銅(II)を還元して銅に戻す炭素は還元剤になる。
一方で酸素を中心に反応を見ると、前者の銅の酸化反応では、空気中の酸素分子は最終的に酸化銅(II)に含まれる酸化物イオンとなり還元されている。すなわち酸素（原子）の酸化数は0から-2に変化しており、このとき銅は酸素に対して還元剤として働いているとみなせる。また、後者の酸化銅(II)の還元反応では、炭素は最終的に二酸化炭素となり酸化されている。すなわち炭素の酸化数は0から+4に変化しており、このとき酸化銅(II)は炭素に対して酸化剤として働いている。
また電子反応論に立つと、前者の銅の酸化反応では、銅は電子を2個失い、同時に酸素（原子）は銅からその2個の電子を受け取ってオクテット則を満たす酸化物イオンとして安定化されている。
したがって、酸化還元反応とは、単なる酸素原子の授受に限らず、次に述べるように、物質間の電子の授受を伴う反応であると広義に考えることができる。今日では、この広義の定義が広く用いられている。

## 酸素が関与しない酸化還元反応
酸素が関与しない反応で、酸化還元電位（平たく言えばイオン化傾向）の差によって自発的に金属が析出する反応がある。例えば以下の反応である。
{\displaystyle {\rm {Cu^{2+}+Zn\rightarrow Cu+Zn^{2+}}}}
これも酸化還元反応で、金属亜鉛は電子を失って亜鉛イオンとなり、銅イオンは電子を受け取って金属銅になっている。
したがって、酸素の授受のない反応にも酸化還元反応を拡大すると、その本質は電子の授受にあるということができる。
他にも、酸素も金属も関与しない反応で電子の授受を伴う反応が多数存在し、それら全てを含めて酸化還元反応という概念で理解されている。酸素や金属が関与する反応は、膨大な酸化還元反応のうちごく一部でしかない。

## 酸化数
この様に酸化還元反応では、失う側の電子の数と受け取る側の電子の数は一致するので、化学当量の式で表すことができる。このとき、各元素に酸化数 (oxidation number) という概念を導入すると、当量関係の把握が容易になる。つまり、酸化還元反応の前後で反応系全体の酸化数の総和は変化しないので、各段階でどの様に電子が授受されるかを追跡しなくても、最初の状態と最後の状態で酸化数の変化を見れば、どの原子が酸化されて、どの原子が還元されたかが一目瞭然となる。それゆえ酸化数は酸化状態 (oxidation state) とも呼ばれる。
酸化数は次のルールに従って、決定される。
1. 単体中の原子の酸化数は 0 とする。
（例　Cu, O2, H2）
2. 単原子からなるイオンは、そのイオン原子の酸化数はイオンの電荷の数と等しいとみなす。
（例　Cu2+ ⇒ +2）
3. 化合物中の酸素原子の酸化数は −2 とする。例外として過酸化物の酸素は −1 の酸化数を持つ。
4. 化合物中の水素原子の酸化数は +1 とする。例外として水素化合物の水素は −1 の酸化数を持つ。
5. 電荷を持たない化合物については、それを構成する各原子の酸化数の総和は 0 になる。
（例　CuO ⇒ Cu (+2) + O (−2) = 0）
6. 複数の原子で構成されるイオン（例 硫酸イオン）は、それを構成する各原子の酸化数の総和はイオンの価数と一致する。
（例　SO42− ⇒ S (+6) + 4 × O (−2) = −2）
7. 特例を除き、原子の酸化数は 2 ずつ変化する。
（例　（Sの酸化数） SO42− (+6) ⇔ SO32− (+4) ⇔ S2O32− (+2) ⇔ S8 (0) ⇔ S2− (−2)

なお、量子化学的解釈は酸化数を参照のこと。
(酸化数は共有電子を双方とも電気陰性度の大きい原子に振り分けた、仮想のイオンの酸化数として、決定される)

## 酸化還元電位
酸化還元反応において、電子が授受される方向は酸化剤として働く物質の酸化力、あるいは還元剤として働く物質の還元力の大小に従っている。そしてそれは相対的なものであって、酸化剤自身は反応後、還元された状態になるが、それに対してより強い酸化剤を作用させると酸化されてしまう。金属イオンの場合は、前述の酸化還元反応のように酸化力（あるいは還元力）の序列がイオン化傾向として定性的に知られている。但し、金属イオンに対する配位子の有無、溶液のpH（水素イオン指数）、合金形成の有無などによってイオン化傾向の序列は逆転することがあるため、イオン化傾向だけで酸化力や還元力の大小を判断するのは危険である。酸化還元反応を構成する二つの半反応式（多くの場合金属／金属イオンのペア）を、互いに隔離して空間的に異なる別々の場所で行わせ、その際に授受される電子を外部の回路に取り出すことができるように工夫したものが、電池である。このとき測定される電池の起電力は、それぞれの半反応式に含まれる酸化剤の酸化力（あるいは還元剤の還元力）の差を反映している。
以上の原理を元に導入された酸化還元の強度の尺度が酸化還元電位である。レドックス電位とも呼ばれる。
電池では、その正極と負極において、半反応式（半電池式）で表される1組の酸化還元反応が起こっている。それぞれの極を半電池と呼ぶことにすると、二つの半電池の間に発生するのが電池の起電力である。1対の酸化体と還元体（例えば銅イオンと金属銅）を含む半反応式の酸化還元電位は、ある基準となる半電池と組み合せたときの起電力として定義されている。水溶液系の場合、ある半反応式の酸化還元電位を求める際に基準とする、相手の半電池には
{\displaystyle {\rm {2H^{+}(aq)+2e^{-}=H_{2}(g)}}}
を使うことが取り決められている。ここで、水素イオンの活量は1、水素ガスの分圧は1気圧であり、このような半電池を標準水素電極（SHE; standard hydrogen electrodeもしくはNHE; normal hydrogen electrode）と呼んでいる。酸化還元反応系において、関与する物質の活量（あるいは分圧）がすべて1の場合の電極電位を標準電極電位と呼んでいる。活量が1でない場合の電極電位はネルンストの式から計算することができる。標準水素電極 (SHE) を基準に求めた種々の半反応式の酸化還元電位は、便覧等に表として掲載されている。